# Alejandro Vela
Alejandro Vela, född 19 mars 1984 i Cancún i Quintana Roo i Mexiko,  är en mexikansk fotbollsspelare som för närvarande spelar i Cruz Azul i den mexikanska högsta ligan. Alejandro spelar som anfallare men kan också spela yttermittfältare. Han är bror till Carlos Vela.